# Близкие друзья (фильм)
«Близкие друзья» (также известен как «Верные друзья» и «Дружба») (хинди दोस्ताना, на латинице Dostana) — индийский фильм, выпущенный в Болливуде в 2008 году. В фильме прослеживаются параллели с фильмом «Чак и Ларри: Пожарная свадьба».

## Сюжет
Фотограф Кунал и медбрат Самир живут в Майами. Они случайно знакомятся друг с другом, когда проводят ночь с девушками, живущими в одной квартире. Позднее через некоторое время они снова случайно встречаются, когда идут смотреть комнаты, которую они собираются арендовать. Хозяйка квартиры сдаёт две комнаты в трёхкомнатной квартире. Комнаты очень нравятся Куналу и Самиру и устраивают их по цене. Однако, хозяйка квартиры отказывается сдавать их мужчинам, так как в третьей комнате должна проживать её красавица-племянница Неха. Парни уходят ни с чем, так и не переубедив хозяйку.
Немного подумав, они возвращаются и говорят хозяйке, что ей нечего переживать за свою племянницу, так как они оба являются гей-парой и счастливы вместе. Немного поразмыслив, хозяйка соглашается. Однако, героям приходится изображать «сладкую парочку» в присутствии Нехи, так как они боятся, что она обо всём расскажет своей тёте. Всё осложняется тем, что оба героя влюбляются в Неху, которая становится их лучшей подругой.
И это ещё не всё. Кунал и Самир решают пойти дальше, они регистрируют себя как гей-пара в миграционной службе, чтобы быстрее получить вид на жительство в США. По ошибке документы приходят по почте матери Самира, и она узнаёт, что её сын живёт с мужчиной. Женщина тотчас же прилетает в Майами, чтобы прояснить вопрос. В то же время шеф Нехи, который является геем, пытается флиртовать с Куналом, а за Нехой ухаживает поклонник Абхиману.

## В ролях
- Приянка Чопра — Неха
- Абишек Баччан — Самир
- Джон Абрахам — Кунал
- Боман Ирани — Мистер М, шеф Нехи
- Кирон Кхер — Сима, мать Самира
- Бобби Деол — Абхиману
- Моника Габа — Анаита
- Сушмита Мукхерджи — тётя Нехи
- Шилпа Шетти — специальное появление в песне "Shut Up and Bounce"

## Саундтрек
| №  | Название                      | Текст песни      | Исполнители                                         | Длительность |
| -- | ----------------------------- | ---------------- | --------------------------------------------------- | ------------ |
| 1. | «Shut Up & Bounce»            | Анвита Дат Гупта | Вишал Дадлани, Сунидхи Чаухан                       | 4:38         |
| 2. | «Jaane Kyun»                  | Анвита Дат Гупта | Вишал Дадлани                                       | 4:38         |
| 3. | «Maa Da Laadla»               | Кумар            | Салим                                               | 4:05         |
| 4. | «Khabar Nahi»                 | Анвита Дат Гупта | Аманат Али, Раджа Хасан, Шрея Гхошал, Вишал Дадлани | 4:19         |
| 5. | «Desi Girl»                   | Кумар            | Шанкар Махадеван, Вишал Дадлани, Сунидхи Чаухан     | 5:07         |
| 6. | «Kuch Kum»                    | Вишал Дадлани    | Шаан                                                | 5:41         |
| 7. | «Maa Da Laadla» (Mummy Remix) | Кумар            | Салим, Сунидхи Чаухан                               | 4:02         |

## Интересные факты
Действие фильма перенесено в США, поскольку подобные события, разворачивающиеся в Индии, были бы нереалистичными из-за того, что гомосексуальные отношения в Индии считаются уголовным преступлением. Поэтому тема гомосексуальности остаётся табу в индийском кинематографе. Тем не менее, статья 377 индийского Уголовного кодекса, ставящая гомосексуальные отношения вне закона, активно обсуждается в последние годы в правительстве, поэтому сняв подобный фильм, Каран Джохар надеялся, что «Dostana» сыграет свою роль в пересмотре данного законодательства.
В Пакистане фильм был обвинён в «пропаганде гомосексуализма» и запрещён к показу.